# Udenrigspolitik
Udenrigspolitik handler om en stats adfærd i international politik Den foregår primært i et samspil mellem suveræne stater. I de fleste stater er der en særlig forvaltningsenhed for udenrigspolitikken, typisk et udenrigsministerium.

## Udenrigspolitikkens formål
Formålet med udenrigspolitikken er primært at varetage statens interesser i det internationale system.
Før 1945 var der kun få fælles spilleregler for interessevaretagelsen i det internationale system, og i sin yderste konsekvens kunne en fejlslagen udenrigspolitik føre til statens udslettelse eller indskrænkning af dens territorium. Efter anden verdenskrig har folkeretten udgjort en ramme om staters adfærd, som tilsigter at beskytte den enkelte stat mod udefra kommende aggression. Alligevel løses mange konflikter mellem stater uden hensyntagen til folkerettens normer..

## Udenrigspolitiske målsætninger
De konkrete mål for udenrigspolitikken afhænger især af det trusselsbillede, som den pågældende stat baserer sin udenrigspolitik på. De militære målsætninger afhænger af, om trusler søges afværget gennem oprustning eller gennem forhandlinger om nedrustning. De økonomiske målsætninger, som især knytter sig til eksporten, kan fremmes gennem internationale aftaler. Ideologiske målsætninger har i de senere år spillet en stigende rolle i udenrigspolitikken, ofte formuleret som kamp for egne værdier, f.eks. ved at arbejde for spredning af demokrati og menneskerettigheder.

## Udenrigspolitikkens midler
Oprindelig var krigsførelse det vigtigste område for en udenrigsminister, men også diplomatiet spillede en rolle som middel til at varetage statsinteressen. Allerede i antikken blev alliancepolitikken et vigtigt instrument, bl.a. for Romerriget og dets forbundsfæller. Militære allianceforpligtelser kan dog have den negative konsekvens, at en stat bliver bundet til at bistå en anden stat i en konflikt, som egentlig ikke vedrører den. Første verdenskrigs udbrud er et hyppigt nævnt eksempel på denne konsekvens af militære alliancer. Under den kolde krig var alliancepolitikken organiseret i NATO, SEATO og Warszawapagten.
Den højere prioritering af ideologiske mål har de senere år udviklet andre typer af midler, f.eks.Bistandspolitik, fattigdomsbekæmpelse og spredning af demokrati.
Som alternativ til alliancepolitikken har en række lande ført en neutralitetspolitik. I Europa har bl.a. Sverige og Schweiz hævdet et neutralitetsprincip under og efter den kolde krig.

## Udenrigspolitikkens grænser
Grænserne mellem udenrigspolitik og sikkerhedspolitik er flydende. I konkrete tilfælde vil det ofte være et spørgsmål om arbejdsdelingen mellem udenrigsministeriet og forsvarsministeriet der trækker grænsen.

## Dansk udenrigspolitik
Dansk udenrigspolitik byggede på neutralitetsprincippet fra 1814 til Danmark meldte sig ind i NATO i 1949. I de senere år har den især været fokuseret på det økonomiske samarbejde i EU, men udenrigshandel, flygtningepolitik og udviklingshjælp til den tredje verden er også vigtige områder.
 
Tidligere udenrigsminister Per Hækkerup sammenfattede målsætningen for dansk udenrigspolitik i tre punkter: 
1. Som det mest fundamentale: at sikre Danmarks fortsatte eksistens som en selvstændig demokratisk nation. Dette vil dels omfatte målsætningen at sikre verdensfreden, dels at sikre Danmarks egen fred og uafhængighed.
2. At varetage konkrete danske interesser – politiske, økonomiske og kulturelle – såvel for landet som helhed som for de enkelte borgere eller grupper af borgere, samt
3. At påvirke den internationale udvikling ud fra vore principper, bedømmelser og indstilling, som udspringer fra vort demokratiske system.[5]

Siden indmeldelsen i EF i 1972 har Danmark især fremført sine udenrigspolitiske synspunkter gennem organisationer som FN, NATO, EU og Nordisk Råd. Danmark er også medlem af Verdensbanken , IMF, WTO, OSCE: OECD og Europarådet.
I NATO indtog Danmark et særstandpunkt med Folketingets såkaldte fodnotepolitik i 1980’erne. Efter udbruddet af Irakkrigen i 2003 valgte Folketinget at støtte den siddende regerings mere aktive udenrigspolitik, hvilket medførte stationering af danske tropper i Irak. Den danske indsats her og i Afghanistan har ført til en ofte heftig offentlig debat om den aktive linje, som bl.a. har betydet en stærkere dansk tilknytning til USA.

## Folketingets arbejde med udenrigspolitik
I Danmark findes i Folketinget forskellige udvalg til håndtering af udenrigspolitikken:
- Europaudvalget
- Udenrigsudvalget
- Det Udenrigspolitiske Nævn

## Eksterne links
- Udenrigsministeriet: DEN DANSKE INDSATS I AFGHANISTAN 2008-2012 Arkiveret 4. marts 2016 hos  Wayback Machine